# Kościół Matki Bożej Szkaplerznej w Lubrańcu
Kościół Matki Bożej Szkaplerznej w Lubrańcu – rzymskokatolicki kościół parafialny w Lubrańcu, w powiecie włocławskim, w województwie kujawsko-pomorskim. Mieści się przy ulicy św. Józefa. Należy do dekanatu lubranieckiego.

## Historia, architektura i wyposażenie
Świątynia została wybudowana w 1906 roku w stylu neogotyckim z inicjatywy proboszcza Stanisława Muznerowskiego, według projektu architekta Tomasza Pajzderskiego, konsekrowana w 1909 roku. Do budowy wykorzystano część murów poprzedniej świątyni z końca XV wieku. Kościół powstał na miejscu dawnego konwentu kanoników regularnych. Jest to budowla murowana, pokryta dachówką. Posiada wysoką wieżę, zakończoną iglicą. Przy prezbiterium znajdują się dwie piętrowe przybudówki, w jednej z nich znajduje się małe muzeum parafialne, w którym eksponowane jest głównie pochodzące z XVII–XIX stulecia wyposażenie dawnego konwentu. Wewnątrz na lewej ścianie mieści się tablica erekcyjna z 1497 roku z piaskowca z wizerunkami fundatorów poprzedniej budowli. Polichromia Bronisława Kopczyńskiego z 1932 roku, została ostatnio wyremontowana. Witraże Edwarda Trojanowskiego zostały wykonane w 1906 roku w stylu secesji. Chrzcielnica została wyrzeźbiona w drewnie w XVI wieku. Rzeźba w drewnie Matki Bożej z Dzieciątkiem pochodzi z XV stulecia. Obrazy św. Józefa z Dzieciątkiem pochodzą z XVII stulecia. W zakrystii znajduje się obraz na płótnie: „Ecce homo" z XVII stulecia. Do najważniejszych zabytków sakralnych w świątyni można zaliczyć: obraz Matki Bożej z Dzieciątkiem z XVII stulecia, kielich, taca, ampułki srebrne, pozłacane, wysadzane kamieniami z XVII stulecia, kielichy srebrne z lat 1715, 1716, 1728, rzeźby z dawnej świątyni z XVI i XVII stulecia. W latach 1970–1971 zostało przebudowane prezbiterium i odnowiona została polichromia świątyni, a w latach 1985–1986 została zainstalowana nowa aparatura nagłaśniająca i nowa instalacja elektryczna. Została zamontowana krata, zaprojektowana przez A. Szymkowskiego, na której oprócz orła srebrnego z koroną można zobaczyć cztery herby: Lubrańca, Lubrańskich, Jana Pawła II i Kardynała Stefana Wyszyńskiego.